# Dacia SupeRNova
Der Dacia SupeRNova ist ein fünftüriger Kompaktklassewagen von Dacia. Er erschien 2000 als überarbeitetes Modell des Dacia Nova. Dabei wurde der Nova in SupeRNova umbenannt und bekam nun OHC-Motoren und Schaltgetriebe von Renault. Das Nachfolgemodell erschien 2003 und heißt Dacia Solenza.

## Motoren
| Name    | Hub- raum | Typ            | Leistung                   | Dreh- moment        | Höchst- geschwin- digkeit | Beschleu- nigung (0–100 km/h) | Benzin- verbrauch Stadt (100 km) | Benzin- verbrauch Land (100 km) |
| ------- | --------- | -------------- | -------------------------- | ------------------- | ------------------------- | ----------------------------- | -------------------------------- | ------------------------------- |
| 1.4 MPi | 1390 cm3  | 8 Ventile SOHC | 55 kW (75 PS) bei 5500/min | 114 Nm bei 3000/min | 162 km/h                  | 11,4 s                        | 8,3 l                            | 5,6 l                           |